# Cuvierina columnella
Cuvierina columnella är en snäckart som först beskrevs av Rang 1827.  Cuvierina columnella ingår i släktet Cuvierina och familjen Cavoliniidae. Inga underarter finns listade i Catalogue of Life.